# Chapa Verde
Chapa Verde es un centro de esquí chileno ubicado en la cordillera de los Andes perteneciendo a la comuna de Machalí, a 58 km al este de la ciudad de Rancagua.
Su altitud máxima alcanza los 3100 m, y posee terrenos de 1200 hectáreas para esquiar. Está ubicado en terrenos de Codelco Chile, División El Teniente, y es administrado por el Club de Esquí Chapa Verde.
El centro de esquí cuenta con 20 pistas para practicar dicho deporte, entre las que existen diferentes declives que permiten realizar un descenso lento. Además, cuenta con cuatro andariveles de arrastre y una telesilla. Se puede practicar esquí y snowboarding. La longitud de las pistas está entre los 200 y los 1400 metros.
Se ofrecen servicios como reparaciones de esquí, arriendo de equipos, restaurante, cafetería, alojamiento, escuela de esquí y primeros auxilios.

## Pistas
|  | - El Pudú - El Espiral - El Cururo - La Virgen - La Cimarra - Enlace 5 - Enlace Liebre | - El Atajo - El Destape - La Liebre - El Pitu - La Caturra - Enlace Silla - Murallones | - Enlace Indio - Murallón El Rayo - La Olla - El Cóndor - El Quarzo - El Ángel |  |